# Sergei Nikiforowitsch Wassilenko

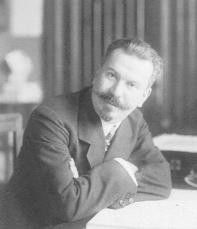
Sergei Nikiforowitsch Wassilenko (etwa 1910)

Sergei Nikiforowitsch Wassilenko (russisch Сергей Никифорович Василенко, wiss. Transliteration Sergej Nikiforovič Vasilenko; * 18.jul. / 30. März 1872greg. in Moskau; † 11. März 1956 ebenda) war ein russischer Komponist und Dirigent.

## Leben
Wassilenko erhielt seinen ersten Musikunterricht 1888 und nahm in den folgenden Jahren Privatstunden unter anderem bei Alexander Gretschaninow. 1891 begann er ein Studium der Rechtswissenschaften in Moskau, das er 1895 abschloss. Ab 1895 studierte er Klavier und Komposition am Moskauer Konservatorium, wo er u. a. Schüler von Sergei Tanejew war. 1901 beendete er seine Studien mit der Goldmedaille. Von 1903 bis 1905 war er Dirigent an der Mamontow-Oper in Moskau, bevor er 1906 als Lehrer für Komposition und Orchestrierung ans Moskauer Konservatorium berufen wurde. Bereits ein Jahr später wurde Wassilenko an dieser Stätte Professor, was er (abgesehen von einer kurzen Unterbrechung während des Zweiten Weltkrieges) bis zu seinem Tode blieb. Zu seinen Schülern zählten Nikolai Roslawez, Anatoli Alexandrow und Nikolai Rakow.
Von 1907 bis 1917 leitete er die von ihm gegründeten Historischen Konzerte der Russischen Musikgesellschaft in Moskau. Nach der Oktoberrevolution unternahm er ausgedehnte Reisen durch die Sowjetunion, um die Musik verschiedener Völker kennenzulernen. Gleichzeitig gab er weiterhin viele Konzerte und war in öffentlichen Positionen aktiv, so etwa im Moskauer Rundfunk. Wassilenko wurde als Volkskünstler der Russischen (1940) und der Usbekischen SSR (1939) ausgezeichnet. Zudem war er Doktor der Kunstwissenschaften und erhielt 1947 den Stalinpreis für die sein Ballett Mirandolina.

## Tonsprache
Wassilenkos Schaffen lässt sich in zwei Perioden einteilen. Zunächst war er stark von den zeitgenössischen Strömungen beeinflusst und stand im Banne des  Symbolismus und des Impressionismus. Im Laufe der 1920er Jahre wandte er sich aber von dieser Richtung ab und interessierte sich fortan besonders für die Volksmusik diverser Länder. Neben der russischen Folklore beschäftigte er sich mit der Musik des Fernen Ostens, sodass gewisse Exotismen in sein Schaffen Einzug fanden, sowie mit der usbekischen, turkmenischen und ukrainischen Folklore. Mitunter setzte er auch Volksinstrumente in seinen Werken ein (etwa in seinem Konzert für Balalaika und Orchester oder seiner Dritten Sinfonie).
Wassilenkos Musik ist tief in der Tradition der russischen Kunstmusik des 19. Jahrhunderts verwurzelt, geht jedoch besonders in harmonischer Hinsicht über diese hinaus, obschon sie sich stets im Rahmen der erweiterten Tonalität bewegt. Bedingt durch seine Tätigkeit als Dirigent komponierte er viele Orchesterwerke, die sich durch großen Reichtum an Klangfarben und gekonnte Instrumentierung auszeichnen. Insgesamt war Wassilenko ein typischer Repräsentant der Entwicklung der russischen Musik zu seiner Zeit. Sein Schaffen reicht von den um die Jahrhundertwende im zaristischen Russland verbreiteten Strömungen bis hin zu der in der Sowjetunion propagierten Ästhetik des Sozialistischen Realismus.

## Werke
- Orchesterwerke
  - Sinfonie Nr. 1 g-Moll op. 10 (1904–06)
  - Sinfonie Nr. 2 F-Dur op. 22 (1913)
  - Sinfonie Nr. 3 A-Dur op. 81 „Italienische“ für Domra, Balalaikaorchester und Blasorchester (1934)
  - Sinfonie Nr. 4 d-Moll op. 82 „Arktische“ (1934)
  - Sinfonie Nr. 5 e-Moll op. 123 (1947)
  - „Der Garten des Todes“, sinfonische Dichtung op.12 (1908)
  - „Hexenflug“ op. 15 (1909)
  - Chinesische Suite Nr. 1 op. 60 (1928)
  - Chinesische Suite Nr. 2 op. 70 (1931)
  - Indische Suite op. 42B nach dem Ballett „Noja“ (1927)
  - Usbekische Suite op. 104 (1942)
  - „Ukraine“, Suite op. 121 (1945)
- Konzerte
  - Klavierkonzert fis-Moll op. 128 (1949)
  - Violinkonzert d-Moll op. 25 (1913)
  - Violoncellokonzert A-Dur op. 112 (1944/45)
  - „Im Frühling“, Suite für Flöte und Orchester op. 138 (1954)
  - Klarinettenkonzert b-Moll op. 135 (1953)
  - Trompetenkonzert c-Moll op. 113 „Konzert-Poem“ (1945)
  - Hornkonzert B-Dur op. 136 (1953)
  - Harfenkonzert F-Dur op.126 (1949)
  - Balalaikakonzert C-Dur op. 63 (1929)
- Ballette
  - „Noija“ op. 42 (1923)
  - „Iossif, der Schöne“ op. 50 (1925)
  - „In Sonnenstrahlen“ op. 51 (1926)
  - „Mirandolina“ op. 122 (1946)
- Vokalmusik
  - „Die Legende von der großen Stadt Kitesch und dem stillen See Swetojar“, Oper op. 5 (1903)
  - „Sohn der Sonne“, Oper op. 62 (1929)
  - „Christoph Columbus“, Oper op. 80 (1933)
  - „Schneesturm“, Oper op. 98 (1938, gem. mit Muchtar Aschrafi)
  - „Der große Kanal“, Oper op. 101 (1939, gem. mit Muchtar Aschrafi)
  - „Kantate zum 20. Jahrestag der Oktoberrevolution“ op. 92 (1937)
  - „Suworow“, Oper (1942)[1]
  - Lieder
  - Volksliedbearbeitungen
- Kammermusik
  - Streichquartett Nr. 1 A-Dur op. 3 (1901)
  - Streichquartett Nr. 2 e-Moll op. 58 (1927)
  - Klaviertrio As-Dur op. 74 (1932)
  - Violasonate d-Moll op. 46 (1923)
  - Quartett über turkmenische Themen für Flöte, Oboe, Klarinette, Fagott und Schlagzeug op. 65 (1930)